# Jaco de Bakker
Jacobus Willem (Jaco) de Bakker (Ede, 7 maart 1939 – Amsterdam, 13 december 2012) was een Nederlands theoretisch informaticus en hoogleraar aan de Vrije Universiteit Amsterdam.

## Biografie
De Bakker studeerde wiskunde aan de Vrije Universiteit en de Universiteit van Amsterdam. Bij die laatste promoveerde hij in 1967 onder Aad van Wijngaarden op het proefschrift: Formal Description of Programming Languages: with an application to the definition of ALGOL 60. Al sinds 1964 was hij als wetenschappelijk medewerker werkzaam op het toenmalige Mathematisch Centrum (MC) te Amsterdam (vanaf 1984 het Centrum Wiskunde & Informatica). Hij was vervolgens hoofd van de afdeling informatica, gaf leiding aan het Cluster Software Engineering en was sinds 2002 CWI Fellow. In 1973 werd hij daarnaast hoogleraar informatica aan de Vrije Universiteit, waar hij in 2002 met emeritaat ging.

## Werk
Als informaticus hield De Bakker zich met name bezig met de mathematische semantiek van programmeertalen (op dit gebied gold hij als een pionier) en de bewijstheorie (correctheid van het programmeren). Hij was in 1972 een van de grondleggers van de European Association for Theoretical Computer Science (EATCS), waarvan hij van 1972 tot 1982 vice-voorzitter was en tot 1988 lid van het bestuur.
In 1989 werd hij benoemd tot lid van de Koninklijke Nederlandse Akademie van Wetenschappen (KNAW) alsmede lid van de Academia Europaea. In 2002 werd hij benoemd tot Ridder in de Orde van de Nederlandse Leeuw. De Bakker overleed op 73-jarige leeftijd.